# جوزپه مرلو
 جوزپه مرلو (انگلیسی: Giuseppe Merlo؛ زاده ۱۱ اکتبر ۱۹۲۷) یک تنیس‌باز اهل ایتالیا است.